# تاريخ بولندا
في الماضي البعيد كانت تعيش مجموعة من الشعوب في منطقة زراعية خصبة جدا أخذت فيما بعد اسمها الحالي بولندا، تلك المنطقة التي استوطنتها الشعوب السلافية لمدة تزيد عن 7500 عام. وبصفة عامة يمتد تاريخ بولندا لأكثر من ألف عام.

## بولندا ما قبل التاريخ

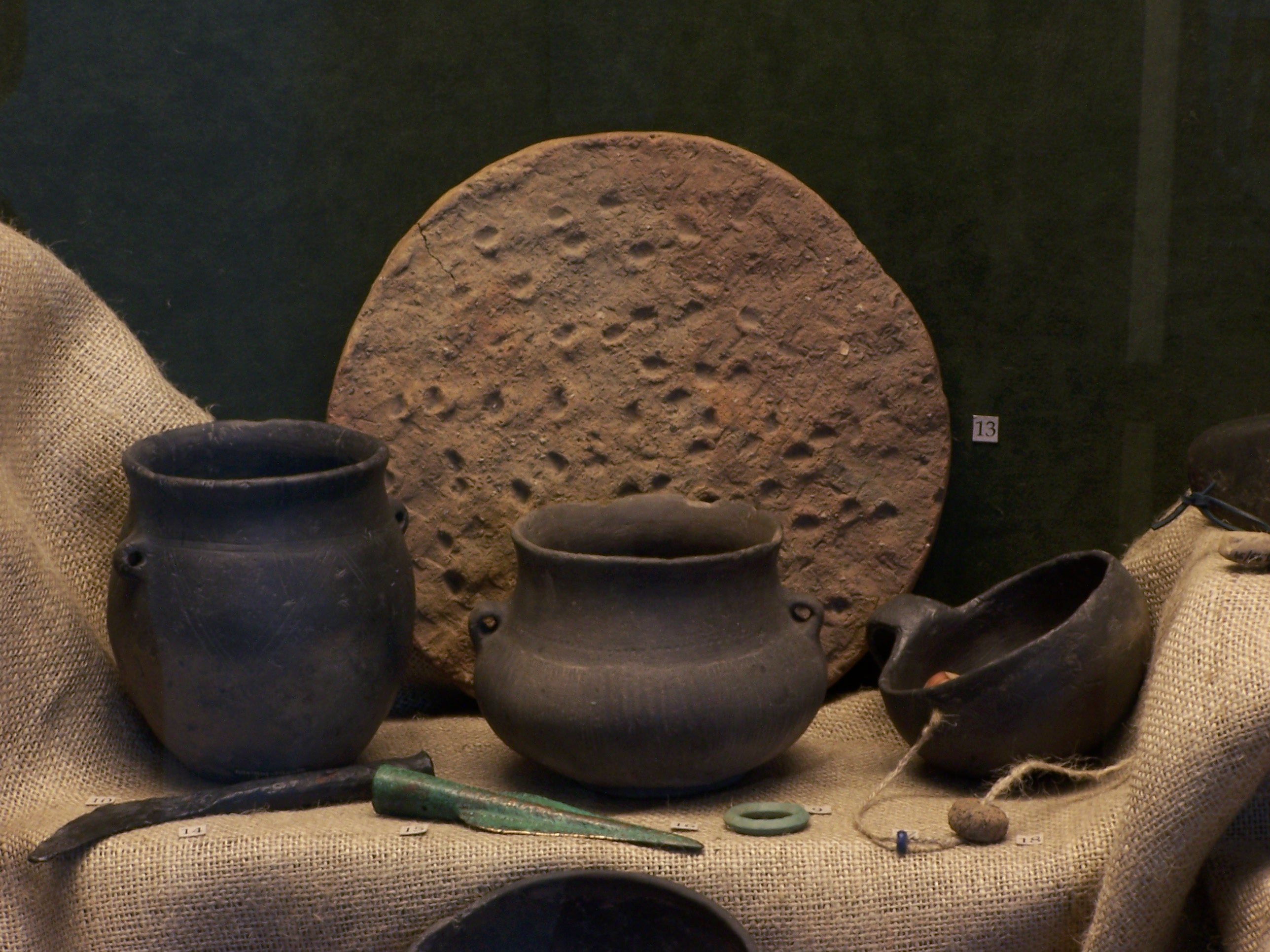
أدوات من حضارة لوساتيا

## أسرة پياست

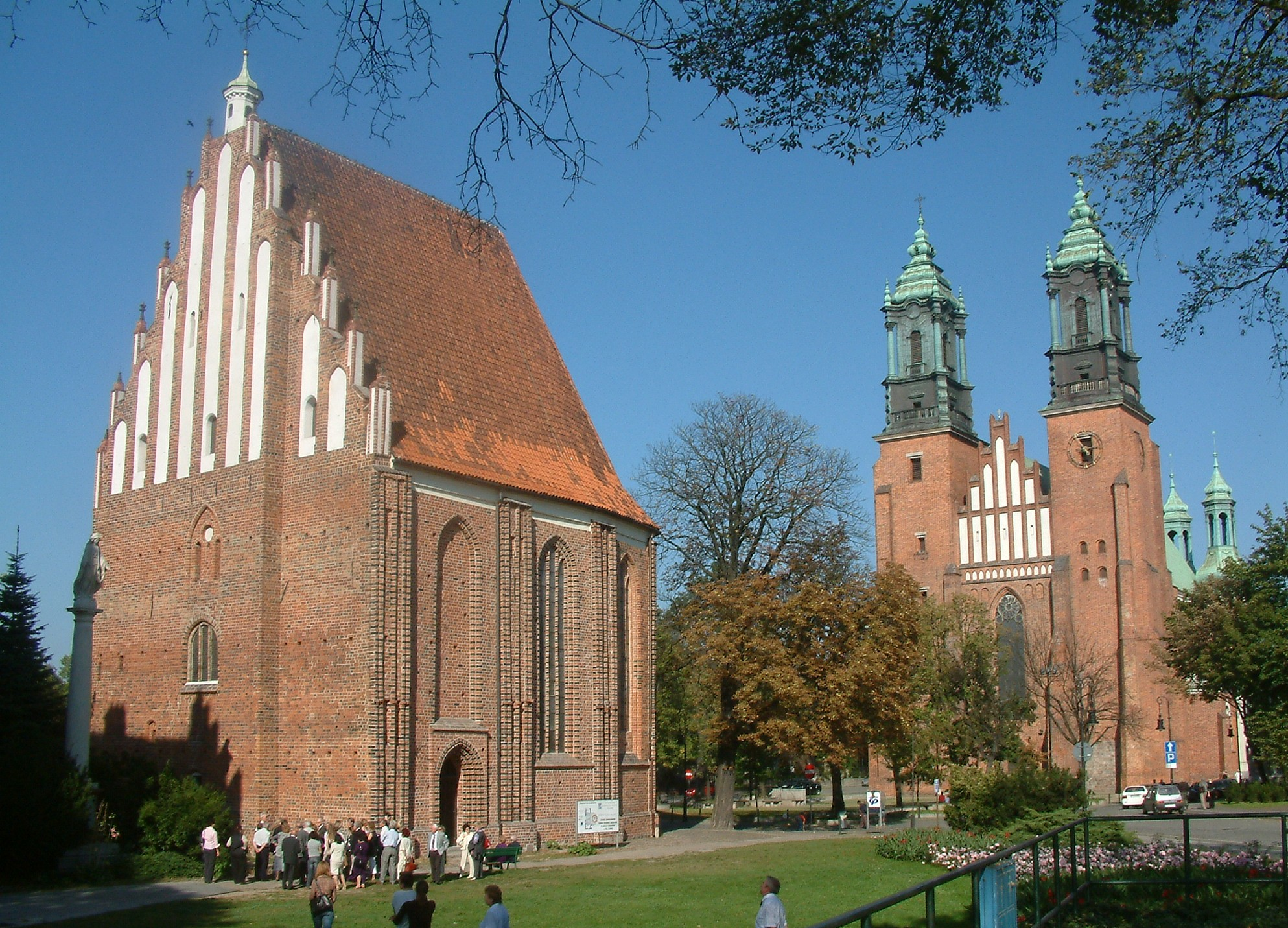
اوستروڤ تومسكي (كاتدرائية پوزنان إلى اليمين) هي مسقط رأس الدولة والكنيسة البولندية

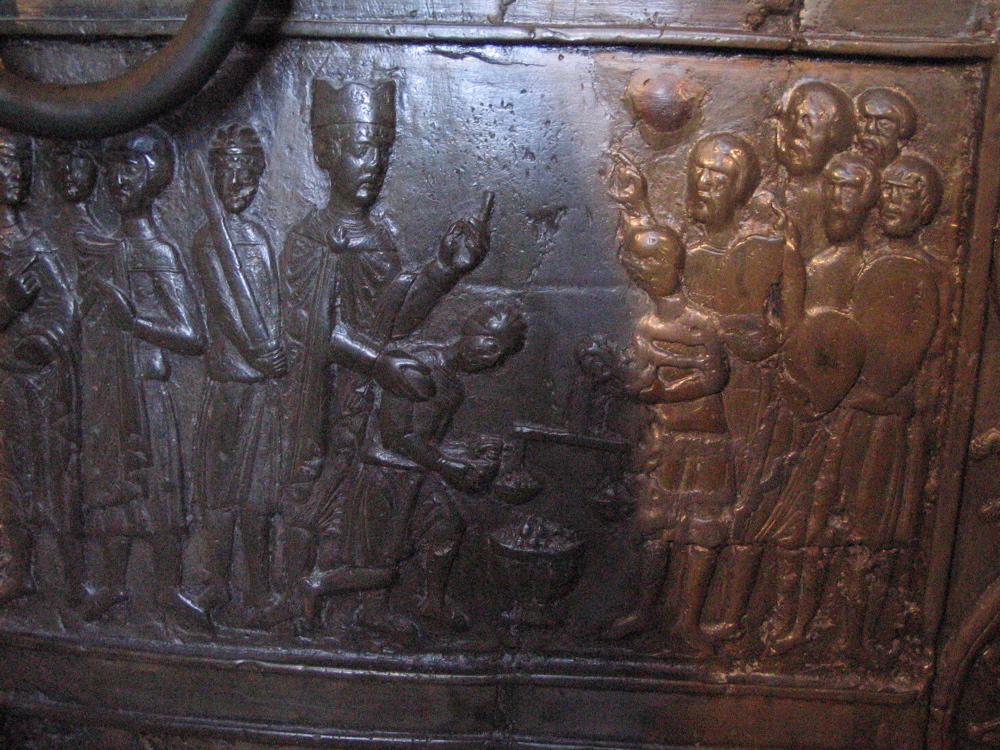
بولسلاڤ يشتري جثمان أدالبرت من الپروسيين (أبواب گنيزنو)

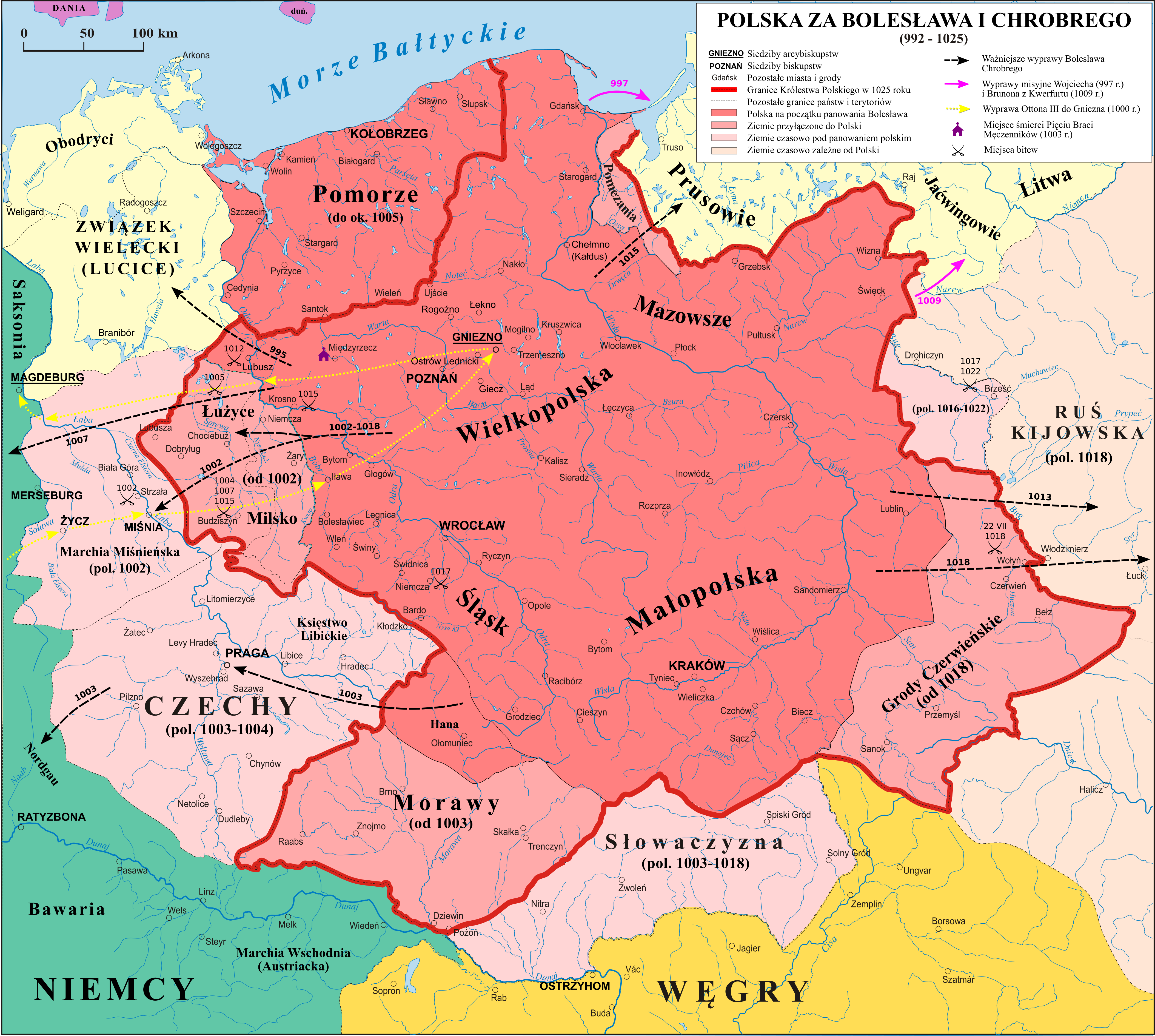
پولندا 992–1025؛ المنطقة عند نهاية عهد مييشكو الأول (992) بالوردي الداكن، عند نهاية حكم بولسلاڤ الأول (1025) ضمن نطاق الحدود القرمزية الداكنة

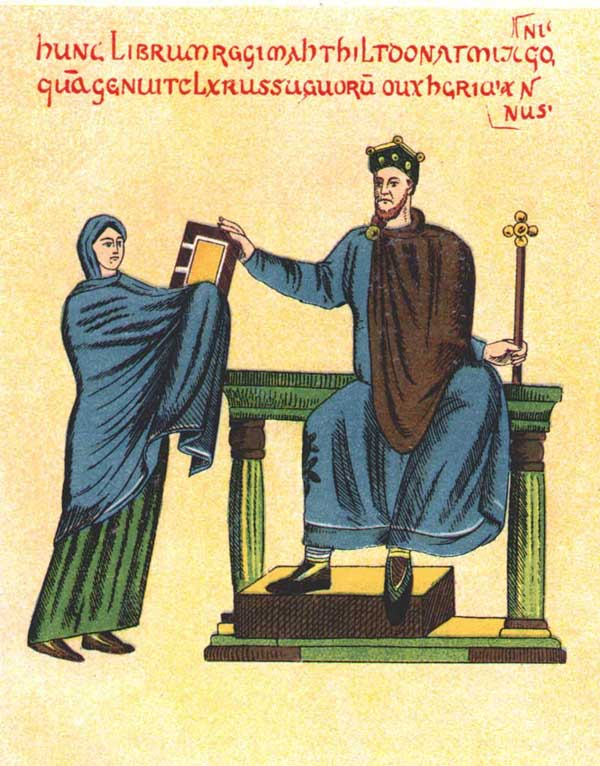
مييشكو الثاني يظهر رمزياً مع الدوقة ماتيلدا من شوابن

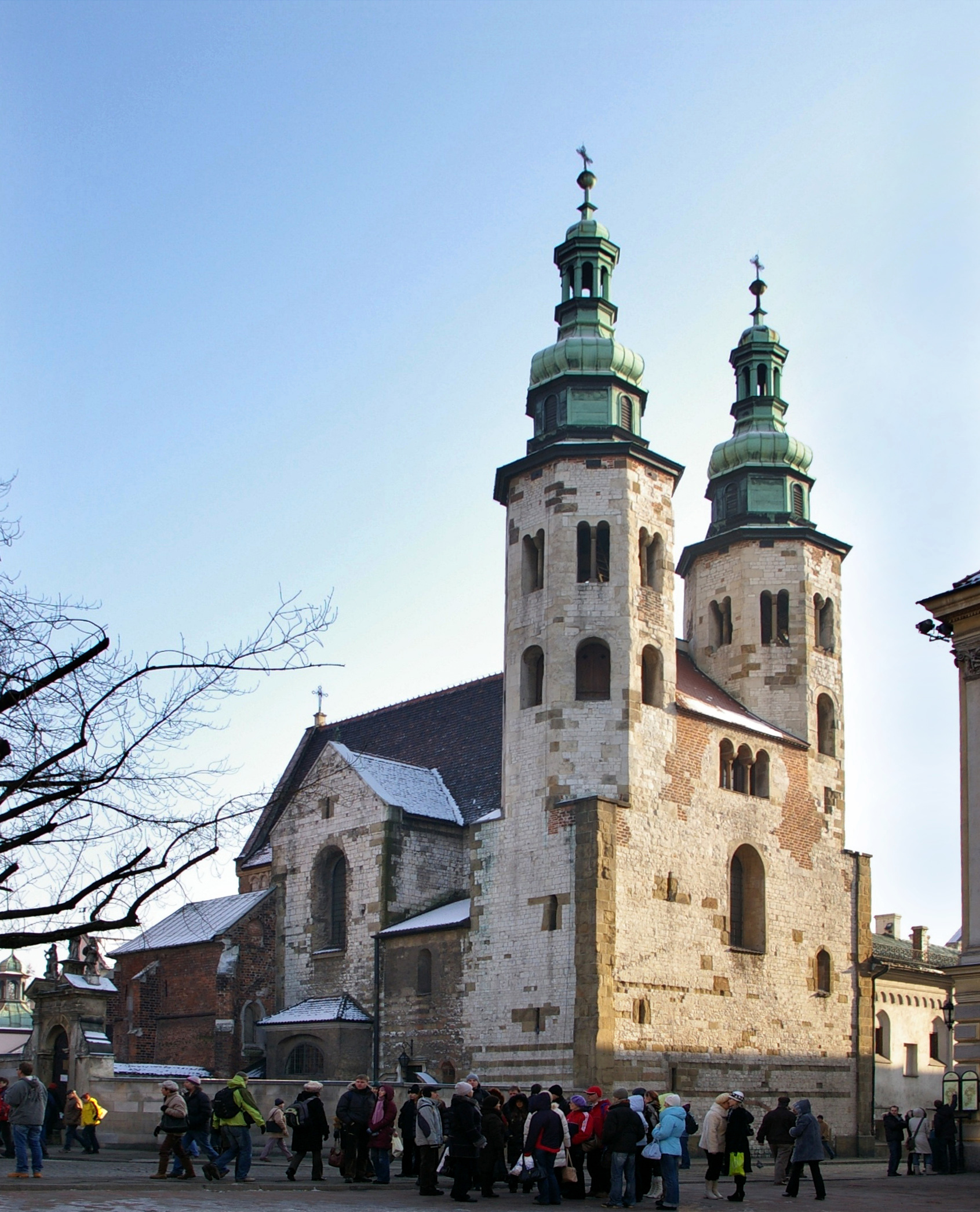
كنيسة القديس أندرو في كراكوڤ (بنيت في القرن 11)

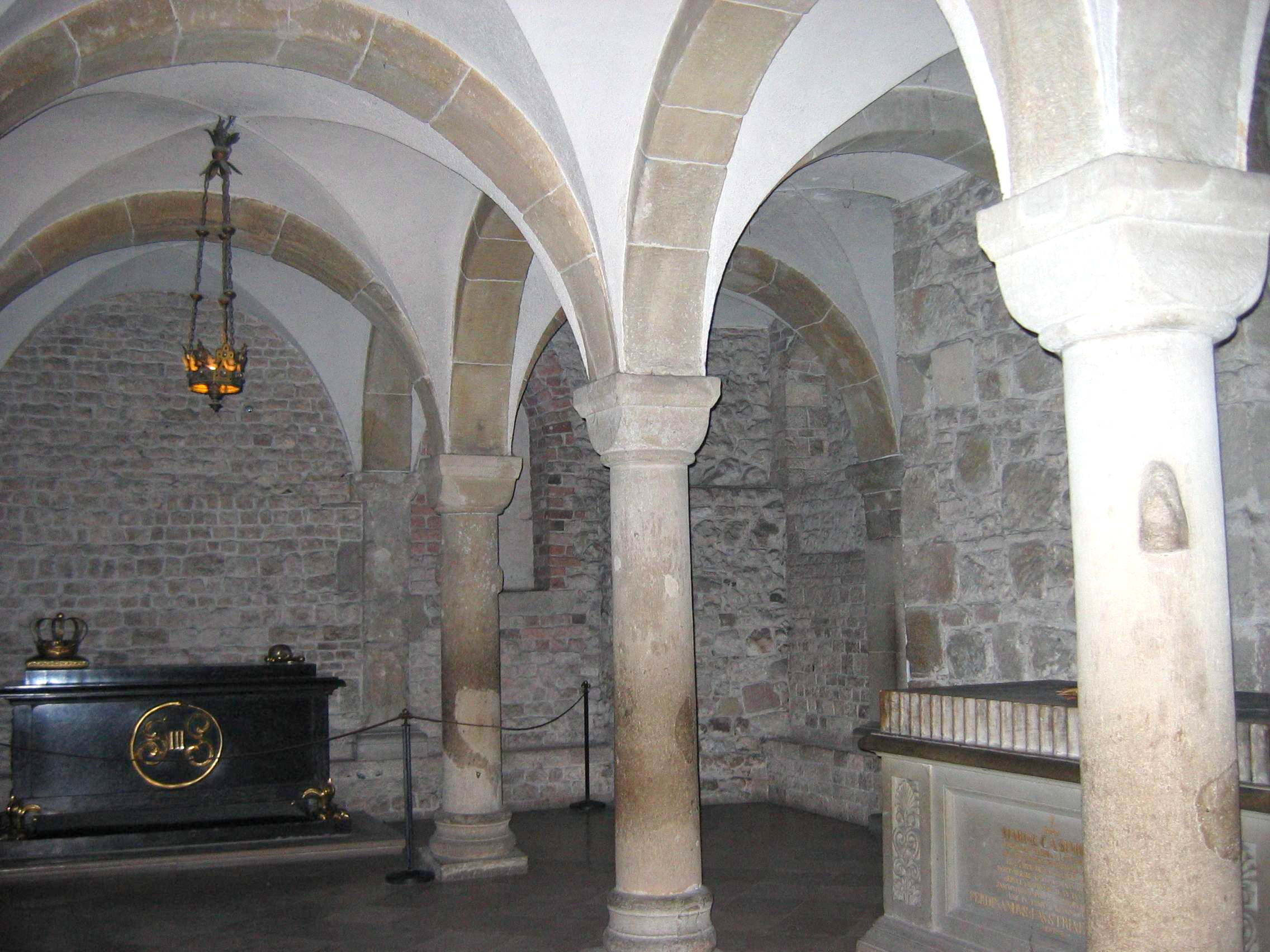
تابوت القديس ليونارد هو ما تبقى من كاتدرائية ڤاڤل الثانية ذات الطراز الرومانسي التي بناها ڤلاديسلاڤ الأول هرمان

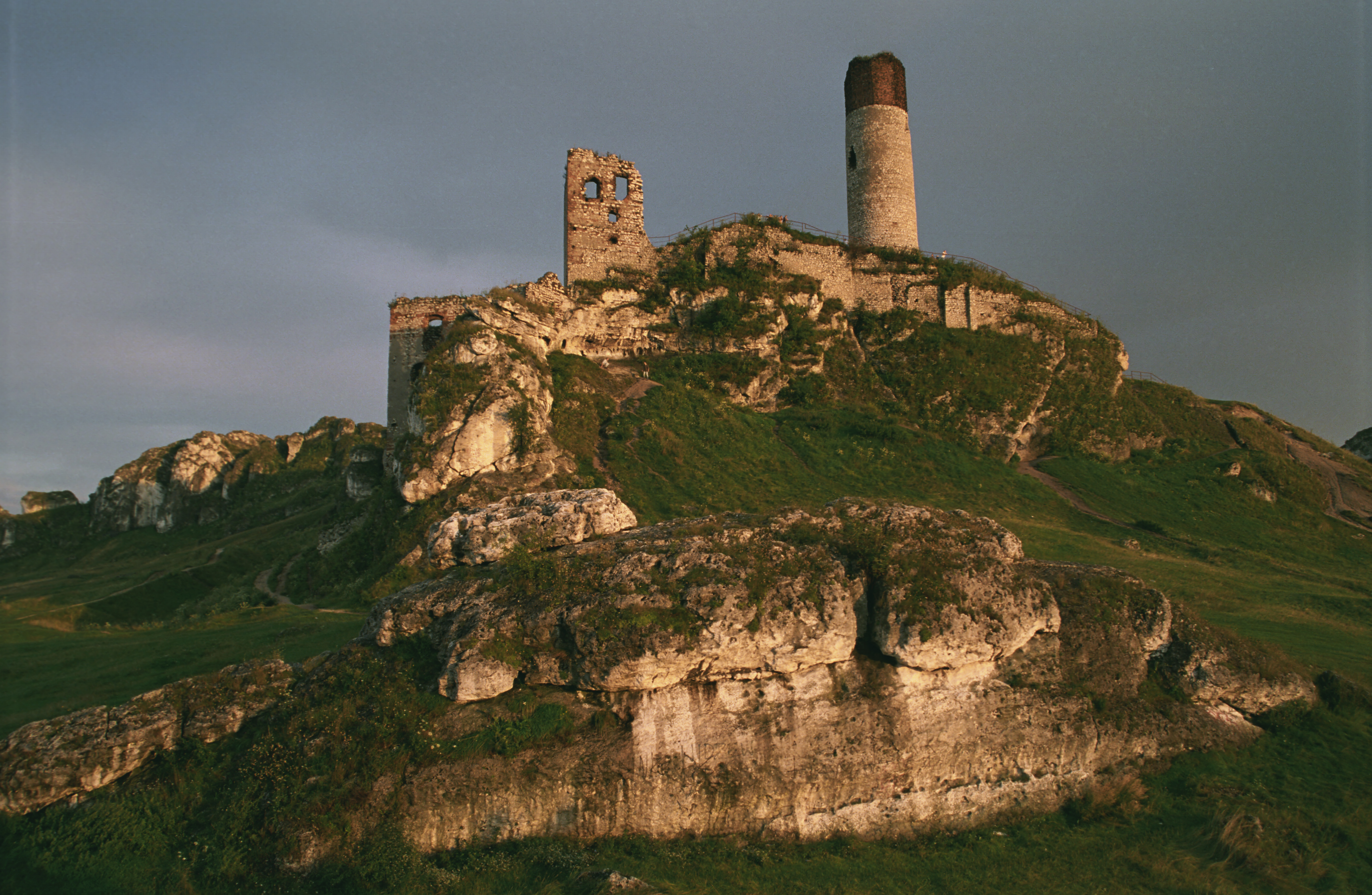
أطلال قلعة من القرن 14 في اولشتين بالقرب من چستوخوڤا

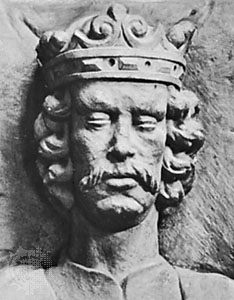
ڤلاديسلاڤ الأول طول المرفق، شظية من تابوته المصنوع من الحجر الرملي.

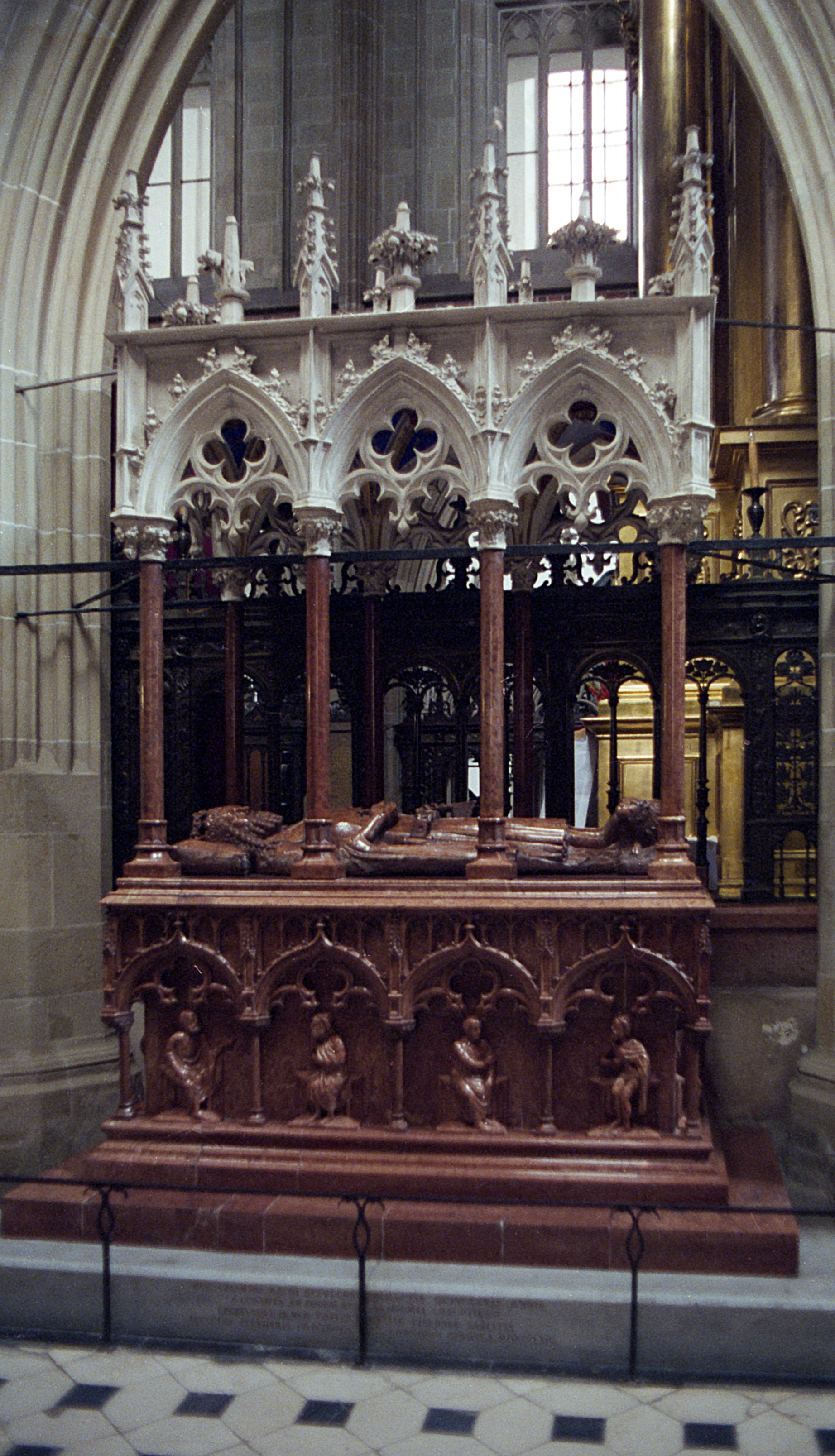
قبر كازيمير الأكبر في كاتدرائية ڤاڤل

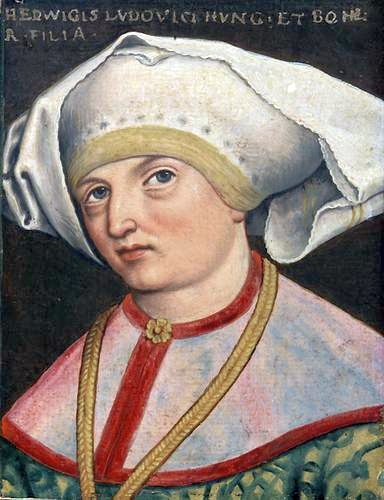
يادڤيگا

إن المحافظة على السلم عسيرة، حتى في المناطق التي تستمد وحدتها ومناعتها من الحواجز الجغرافية، ولنلاحظ كيف تكون المحافظة على هذا السلم أعسر كثيرا في الدول التي تتعرض على أحد حدودها أو أكثر لجيران متعطشين للغزو أبدا، ينزعون إلى التغرير حيناً وإلى القوة حيناً آخر، واختنقت بولندة بعض الاختناق إبان القرن الرابع عشر على يد الفرسان التيوتون واللتوانيين والمجريين والمورافيين والبوهيميين والألمان وذلك بالضغط على حدودها وما كاد لاريسلاس ((القصير)) يصبح الأمير الأكبر لبولندة الصغرى أي الجنوبية (1306) حتى واجه حشداً من الأعداء.ورفض الألمان طاعته في بولندة الكبرى أي الغربية واستولى الفرسان على دانزج وپومرانيا، وتآمر مارجراف - الحاكم العسكري - حارس تخوم براندنبرج للقضاء عليه، وادعى ونسسلوس الثالث صاحب بوهيميا العرش البولندي لنفسه، وجاهد لاريسلاس في هذا الخضم من المتاعب بالسلاح والسياسة والزواج، حتى وحد بولندة الصغرى والكبرى في مملكة متماسكة، وعمل وتوج نفسه ملكاً في كراكاو عاصمته الجديدة (1320). ولما مات بالغاً من العمر ثلاثاً وسبعين سنة (1333) أوصى بعرشه العصي إلى ابنه الوحيد كازيمير الأكبر.
وقد يستكثر البعض هذا اللقب على كازيمير الثالث، لأنه كان يؤثر للمفاوضة والمصالحة، على الحرب، وتنازل عن سيليزيا إلى بوهيميا وعن وميرانيا إلى الفرسان، وقنع بالحصول على گاليسيا حول لواء ومازوفيا حول وارسو، ووقف حكمه مدى سبع وثلاثين سنة على الإدارة، فجعل أقليمه المختلفة تحت ظل قانون واحد، ((يجب ألا تبدو الدولة كوحش كثير الرؤوس)) ووحد بتوحيد، فريق من الفقهاء القانون والعادات المتفاوتة للولايات في قوانين كازيمير - وهي المحاولة الأولى في وضع القوانين البولندية في مجموعة واحدة... وهي مثال على الاعتداء الإنساني، إذا قورنت بمجموعات القوانين المعاصرة، ولقد حمى كازيمير اليهود والروم الأرثوذكس وغيرهم من الأقليات العنصرية والدينية، وشجع التعليم والفنون وأسس جامعة كراكوڤ (1364) وشيد الكثير من المباني حتى قال الناس أنه وجد بولندة مبنية من الخشب فأعاد بناءها بالحجر وشجع بحكمته البارعة شئون الأمة الاقتصادية حتى لقبه الفلاحون (بملك المزارعين)، وأثرى التجار في ظل السلام وأجمعت الطبقات كلها على تلقيبه ((بالكبير)).
ولم يكن له وريث من الذكور، فترك تاجه لابن أخيه لويس الكبير ملك المجر (1370)، أملا أن يحرز لبلاده حماية ملكية منيعة ونصيباً من الحافز الثقافي الذي جلبته الأسرة الإنجفينية من إيطاليا وفرنسا، ولكن لويس حصر اهتمامه في المجر وأهمل بولندة، وأراد أن يجعل النبلاء المزهوين بأنفسهم على ولاء له في غيابه بمقتضى امتياز كوسيتشه (1374) الذي ينص على الإعفاء من معظم الضرائب واحتكار المناصب العليا. ولما مات نشبت الحرب في سبيل العرش (1382) واعترف مجلس ((السيم)) أي البرلمان بابنته يادويگا البالغة من العمر إحدى عشر سنة (ملكا). ولم يقض على الاضطراب إلا اتحاد كريڤو وهو زواج ياگلو أمير أمراء ليتوانيا من يادويگا (1386) فوحد بذلك مملكته الشاسعة وبولندة ومنح الحكومة شخصية آمرة.

## عصر ياگيلون

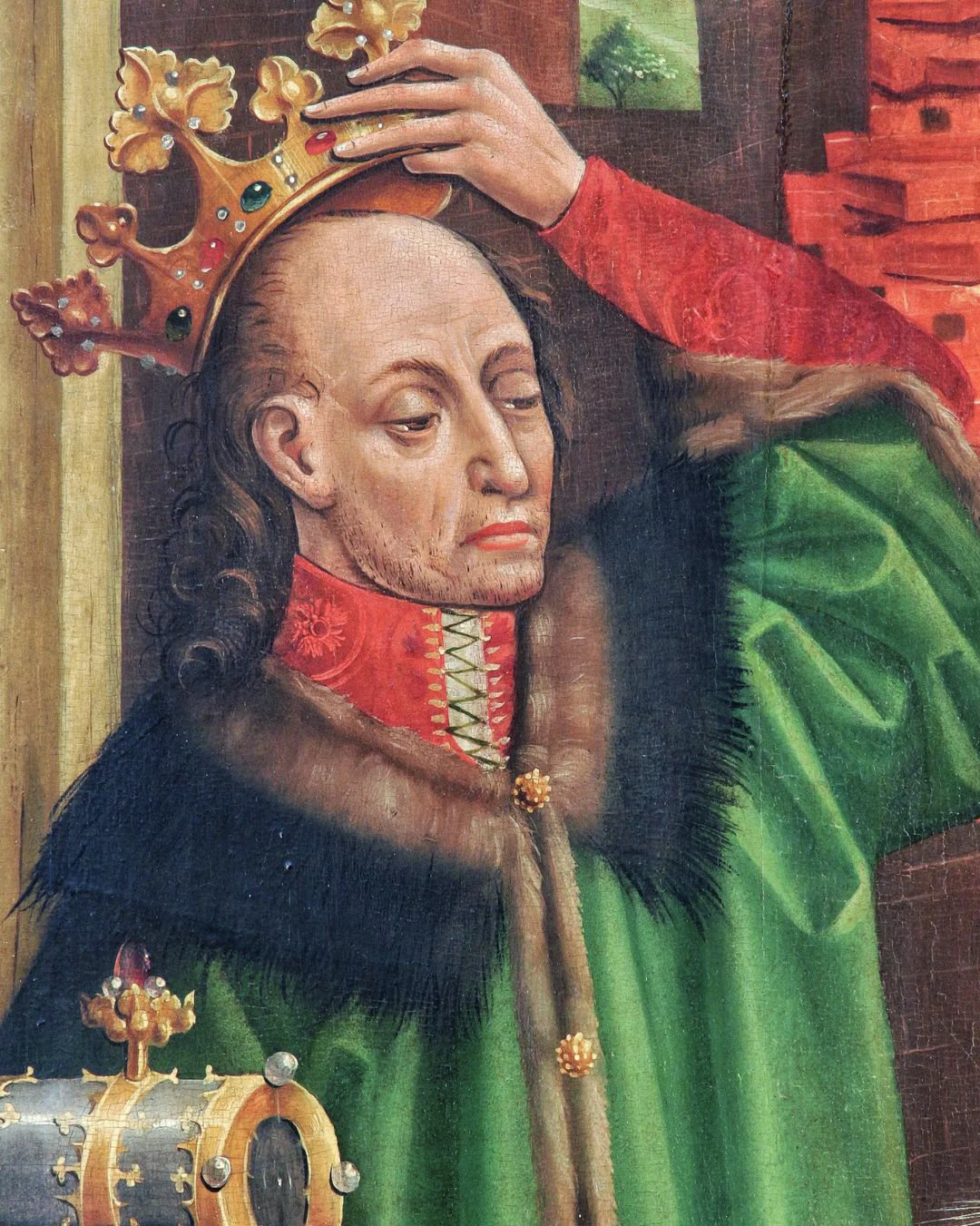
يوگايلا

وكان نمو ليتوانيا ظاهرة كبيرة من ظواهر القرن الرابع عشر فلقد ضم جيديمن وابنه ألجيرد تحت حكمهما الوثني روسيا الغربية بأسرها: بولتسك وبنسك وسولنسك وتشرنيجوف وفولهنيا وكيث وبودوليا وأوكرانيا، وفرح بعض هؤلاء أن وجدوا في ظل الأمراء الكبار، عاصما من القبيل الذهبي التتاري الذي جعل روسيا الشرقية التزاما إقطاعيا لها. ولما خلف ياگلو، ألجيرد (1377) كانت الإمبراطورية اللتوانية، التي تحكم في ويلنو تمتد من البلطيق إلى البحر الأسود وتكاد تصل إلى موسكو نفسها، وكانت هذه هي الهدية التي تقلها جاجللو إلى جادويجا أو بعبارة أخرى كانت بولندة بأسرها هي الصداق الذي قدمته إليه، ولم تتجاوز السادسة عشرة عند زواجها، ولقد نشأت رومانية كاثوليكية محيط أرفع ثقافة اللاتينية عصر النهضة، أما هو فكان في السادسة والثلاثين من عمره، أميا كافرا ولكنه قبل العماد واتخذ لنفسه الاسم المسيحي لاديسلاس الثاني، ووعد أن يدخل ليتوانيا بأسرها في المسيحية.
وكان ذلك اتحاداً مؤقتاً، لأن تقدم الفرسان الألمان ناحية الشرق كان يهدد بالخطر دولتي الزوجين معاً. وتحولت ((جماعة الإخوان في الصليب)) التي وقفت في الأصل على تنصير الصقالبة، إلى فرقة من المحاربين الغزاة يأخذون بحد السيف كل ما يستطيعون اختطافه من الأرض من أصحابها سواء أكانوا وثنيين أم مسيحيين وأنشئوا عبودية إقطاعية غليظة على الأراضي التي أفلحها يوماً من الأيام مزارعون أحرار. وحكم السيد الأكبر عام 1410 من عاصمته مادينبرج، إستونيا وليفونيا وكورلند وبروسيا ويوميرانيا الشرقية وبهذا فصل بولندة عند البحر والتقى في ((حرب شالية)) ضروس، جيش السيد الأكبر وجيش ياگلو، ولقد أنبئنا أن كلا منهما كان يتألف من عشرة آلاف من الأشداء - في موقعة بالقرب من جرونيفولد (1410) وهزم الفرسان ولاذوا بالفرا، مخلفين وراءهم أربعة عشر ألف أسير وثمانية عشر ألف قتيل، بينهم السيد الأكبر نفسه.وأقل نجم جماعة الإخوان في الصليب منذ ذلك اليوم سريعا حتى تنازلت في صلح ثورن (1466) عن پومرانيا وبروسيا الغربية إلى بولندة بما في ذلك ميناء دانزيگ الحر باعتباره منفذا إلى البحر.
وبلغت بولندة غي عهد كازيمير الرابع (1447-92) أقصى اتساعها وذورة قوتها وأوج فنها. ومع أن كازمير كان أميا، إلا أنه ختم كراهية الفروسية للقراءة والكتابة، بأن منح أولاده تعليما كاملا. وخلفت الملكة جادويجا وهي تحتضر، جواهرها للإنفاق على إعادة افتتاح جامعة كراكاو - وهي التي قدر لها أن تعلم في القرن التالي كوبرنيكوس.وتوسل الأدب إلى جانب الفلسفة والعلم باللغة اللاتينية، وكتب جان ولوجوز كتابه الكلاسي ((تاريخ بولندة)) (1478) ودعا عام 1477 فيت ستوس النورمبرجي إلى كاراكاو، فمكث فيها سبع عشرة سنة، وبلغ بالمدينة مكاناً رفيعا في فن ذلك العصر، ولقد نقش لكنيسة سيدتنا مائة وسبعة وأربعين مقعدا للمرتلين، ومذبحاً كبيراً، وهو أربعون قدماً في ثلاثة وثلاثين مع ضريح مركزي للقيامة، وهو في روعة صورة تيتيان ومع ثماني عشرة صورة جدارية تقص حياة مريم وطفلها - وهي صور جدارية جديرة - وإن كانت في الخشب - بأن تضارع الأبواب البرونزية التي حققها غيبرتي لموضع العماد الفلورنسي قبل ذلك بقرن. وحفر ستوس لكتدرائية كراكاو مدفنا فخما من المرمر الأحمر المزرقش لكازيمير الرابع وبلغ النحت القوطي بهذه الآثار في بولندة أوجه ونهايته. أما في عهد ابن كازيمير، وهو سيجسموند الأول (1506-48) فقد اتخذ الفن البولندي، لوثرية عصر النهضة الإيطالية الذي تسرب في ألمانيا، وهكذا بدأ عصر جديد.

## بولندا تكفر عن ذنبها 1569 - 1648

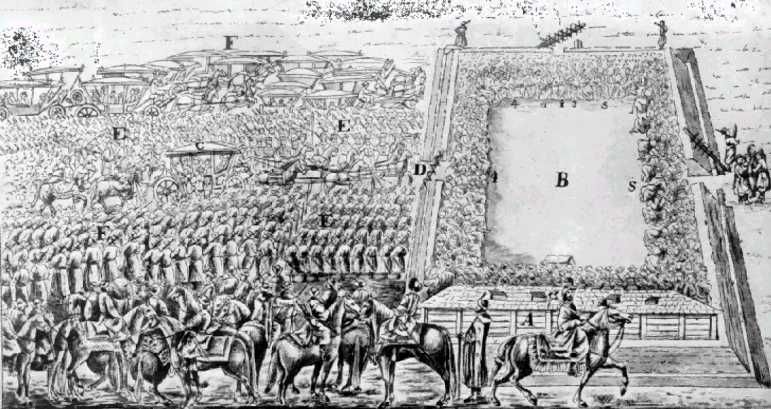
انتخاب الملك ميخال كوريبوت ڤيسنيوڤييسكي في حقول ڤولا عام 1669.

في هذا العصر عقدت بولندا أيضاً أواصر السلام مع الكنيسة الكاثوليكية. وقد يكون من المفيد أن نرى كيف استردت الكاثوليكية بسرعة في هذه المملكة تقريباً كل ما كانت قد فقدته من مكانه في حركة الإصلاح الديني، ولكن فلنمر أولاً مروراً عابراً، كالمعتاد، بالخلفية السياسية لهذا التطور الثقافي.

## الدولة
تبدأ الفترة بحدث بارز تم إنجازه في فن الحكم. كانت دوقية لتوانيا الكبيرة تقع إلى الجنوب الشرقي من بولندا، يحكمها أدواقها، وتمتد من البلطيق عبر كييف وأوكرانيا إلى اودسا والبحر الأسود. وكان نمو قوة روسيا يعرض استقلال لتوانيا للخطر. وعلى الرغم من توافق عقيدتها الأرثوذكسية اليونانية إلى حد كبير مع ديانة روسيا. فإنها أقرت كارهة أن الاندماج مع بولندة الكاثوليكية قد يكون أفضل للحفاظ على حكمها الذاتي من معانقة الدب الروسي. وميز سجسمند الثاني عهده بتوقيع اتحاد لوبلين التاريخي (1 يونية 1569). واعترفت لتوانيا بملك بولندة «دوقاً أعظم» عليها. وبعثت بمندوبين أو ممثلين لها إلى البرلمان في وارسو، وارتضت أن يكون لهذا البرلمان حق السيطرة على علاقاتها الخارجية، ولكنها احتفظت بعقيدتها وقوانينها وحق التصرف في شؤونها الداخلية. واتسعت أطراف بولندة وبلغ عدد سكانها الآن إحدى عشر مليوناً من الأنفس، من دانزج إلى أوديسا، ومن البحر إلى البحر. فكانت إحدى الدول العظمى دون منازع.
وبموت سجسمند الثاني دون عقب ذكر (1572) انتهت أسرة «ياگييلون» التي كانت قد بدأت في 1386، وهيأت لبولندة خطاً متصلاً من ملوك إتسموا بالخلق والإبداع، وحضارة قامت على التسامح الديني واستنارة قوامها الروح الإنسانية. وكان النبلاء يكرهون الملكية الوراثية، على أنها إهدار لحقوقهم وحرياتهم الإقطاعية، فاستقر عزمهم الآن على الاحتفاظ بالسلطة في أيديهم عن طريق ملكية انتخابية، فأسسوا جمهورية من النبلاء وجعلوا ملوك بولندة القادمين خدماً أو أتباعاً للبرلمان. ولما لم يكن البرلمان يضم كبار النبلاء أو الأعيان فحسب، بل كان يضم كذلك صغار النبلاء، فقد بدا أن هذه الخطة تحقق المثل الأعلى لأرسطو في حكومة تمتزج فيها العناصر الملكية والأرستقراطية والديمقراطية، في قيود وضوابط متبادلة. ومهما يكن من أمر، فإن الدستور الجديد، في نطاق ذلك العصر، لم يكن يعني إلا انتكاسة إقطاعية، تفتيت السلطة والزعامة، على حين كانت منافستا بولندا في البلطيق- السويد روسيا- تنصهران في وحدات عسكرية بفضل الملكيات الوراثية التي كان يحق لها أن تفكر على أساس الأجيال. وبات انتخاب الملك الآن في بولندة مزاداً لأصوات النبلاء تعطى لمن يدفع أكثر من بين المرشحين الذين تمولهم، عادة الدول الأجنبية. وبذلك استطاع عملاء فرنسا بتوزيع العطايا والأموال باليمين والشمال، شراء تاج بولندة للمنحل المنحرف هنري فالو (1573) ليعيدوه بعد ذلك بعام واحد ليحكم فرنسا حكماً سيئاً فاسداً تحت اسم هنري الثالث.
وأصلح مجلس الديت الذي يتولى الانتخاب خطأه، بعد فترة خلا فيها العرش وعمت الفوضى، باختياره ستيفن باثوري ملكاً (1575). وكان، بوصفه أميراً على ترنسلفانيا، قد اشتهر بالفعل في مجال السياسة وميدان الحرب وكان عملاؤه في وارسو قد وعدوا بأنه سيسدد «إذا انتخب» الدين الوطني، ويمد الخزانة بمائة ألف فلورين، ويسترد الأراضي التي كانت بولندة قد نزلت عنها لروسيا، ويضحي بحياته في ميدان القتال، إذا اقتضى الأمر من أجل شرف بولندة ومجدها، ومن ذا الذي يستطيع أن يقف في سبيل هذا العرض؟. وعلى حين أيدت قلة غنية من النبلاء ترشيح مكسمليان الثاني النمساوي، نادى سبعة آلاف عضو من الديت المنتخب بباثوري، فقدم ومعه 2500 جندي، وكسب قلوب كثير من الناس بزواجه من أنا جاجللون، وقاد جيشاً ضد دانزج (التي رفضت الاعتراف به) وأرغم الثغر المغرور على دفع غرامة قدرها مائتي ألف جولدن للخزانة الوطنية.
وعلى الرغم من كل هذا لم يستوثق النبلاء من أنهم يحبون الملك الجديد، بعينيه الحادتين النافذتين. وتفكيره الواقعي، وشاربه المروع، ولحيته التي توحي بالاستبداد والدكتاتورية. لقد احتقر الأبهة والمواكب والاحتفالات وارتدى ثياب بسيطة، بل لبس الملابس المرقعة، وكان طعامه المفضل من لحم البقر والكرنب. ولما طالب بالمال لتجهيز حملة على روسيا أمده النبلاء بقدر غير كاف، وهم متذمرون. وتقدم معتمداً على معونات ترنسلفانيا، بجيش صغير وحاصر بسكوف ثالثة مدن روسيا آنذاك من حيث الحجم. وأحس إيفان الرابع على الرغم من أنه كان يرهب شعبه، بأنه أكبر سناً من أن يلاقي عدواً في مثل هذه الحيوية والنشاط، فطلب الصلح ونزل على ليفونيا لبولندة، وسلم بأبعاد روسيا عن البلطيق (1582). وعندما أدركت إيفان المنية (1584) اقترح باثوري على سكستس الخامس أن يغزو كل روسيا ويوحدها مع بولندة، ويطرد الأتراك من أوروبا، ويعيد كل أوروبا الشرقية إلى حظيرة البابا. ولم يعترض البابا. ولكن في غمرة هذه الاستعدادات الشاقة لحملة صليبية، فارق باثوري الحياة (1586). واعترفت بولندة، بعد مماته وبعد أن كف عن إرهاقها بأنه من أعظم ملوكها.
وبعد سنة من المساومة خلع الديت العرش على سجسمند الثالث، الذي يمكن بوصفه وريثاً لعرش السويد، أن يوحد البلدين ليسيطر على مياه البلطيق ويعوقا توسع روسيا. وقضى سجسمند كما رأينا، نصف مدة حكمه في مجالات عقيمة لتثبيت سلطانه، وتدعيم المذهب الكاثوليكي في السويد. وسنحت فرصة أخرى لسجسمند بموت بوريس جودونوف المفاجئ (1605)، حيث عمت روسيا حالة من الفوضى أصبحت معها عاجزة عن الدفاع عن نفسها ودون استثارة البرلمان البولندي أعلن سجسمند ترشيح نفسه للعرش المسكوفي وسار بجيش إلى روسيا. وعلى حين قضى هو عامين في حصار سمولنسك، هزم قائده ستانسلا زلكوسكي الروس في كلوشينو وتقدم نحو موسكو، واقنع النبلاء بقبول لادسوس بن سجسمند ملكاً عليهم (1610). ولكن هذا الأخير أنكر هذه الترتيبات، فيجب أن يكون القيصر هو لا ابنه. فلما استولى آخر الأمر على سمولنسك (1611)، تقدم نحو موسكو، ولكنه لم يصل إليها قط، فقد أقبل الشتاء بمعوقاته. وتمرد جنوده الذين لم يتقاضوا رواتبهم. وفي 12 ديسمبر 1612، أي قبل نابليون بقرنين من الزمان، تقهقر جيشه وسط سوء النظام والفناء، من روسيا إلى بولندا. ولم يتبق من هذه الحملات الباهظة التكاليف إلا امتلاك سمولنسك وسفرسكي، بالإضافة إلى نفحة قوية من تأثير بولندة على الحياة الروسية.
وكانت بقية حكم سجسمند سلسلة من الحروب الفاجعة، فقد ورطه تحالفه مع آل هسبوج-مما ابتهج له الإمبراطور-في صراع كلفه غالياً مع الأتراك لم تنج منه بولندة إلا بفضل مهارة قوادها وشجاعة جنودها. واستفاد جوستاف أدولف من انشغال بولندة في الجنوب في غزو ليفونبا. وبمقتضى صلح ألتمارك (1629) سيطرت السويد على ليفونيا وعلى البلطيق. وقضى سجسمند نحبه محطماً متهدماً (1632).
وخلع الديت تاج بولندة على ابنه لادسلاس الرابع، الذي كان الآن في السابعة والثلاثين، وكان قد كشف عن نشاطه وهمته وجلده كقائد، وكسب صداقات كثيرة بفضل خلقه الصريح المرح. وأساء إلى البابا بتسامحه مع البروتستانتية في بولندة ومع الأرثودوكسية في لتوانيا. وأباح في ثورن قيام حوار عام سلمي بين رجال الدين الكاثوليك واللوثريين والكلفنيين (1645) وشجع الفن والموسيقى. واشترى لوحات روبنز وأقمشة جوبلان المزركشة وأقام أول مسرح بولندي دائم، ومثل عليه الأوبرا الإيطالية، وتبادل الرسائل مع جاليليو في سجنه، ودعا العالم البروتستانتي جروشيوس إلى بلاطه وفارق الحياة (1648) في الوقت الذي هددت فيه الدولة البولندية ثورة عارمة في القوزاق.

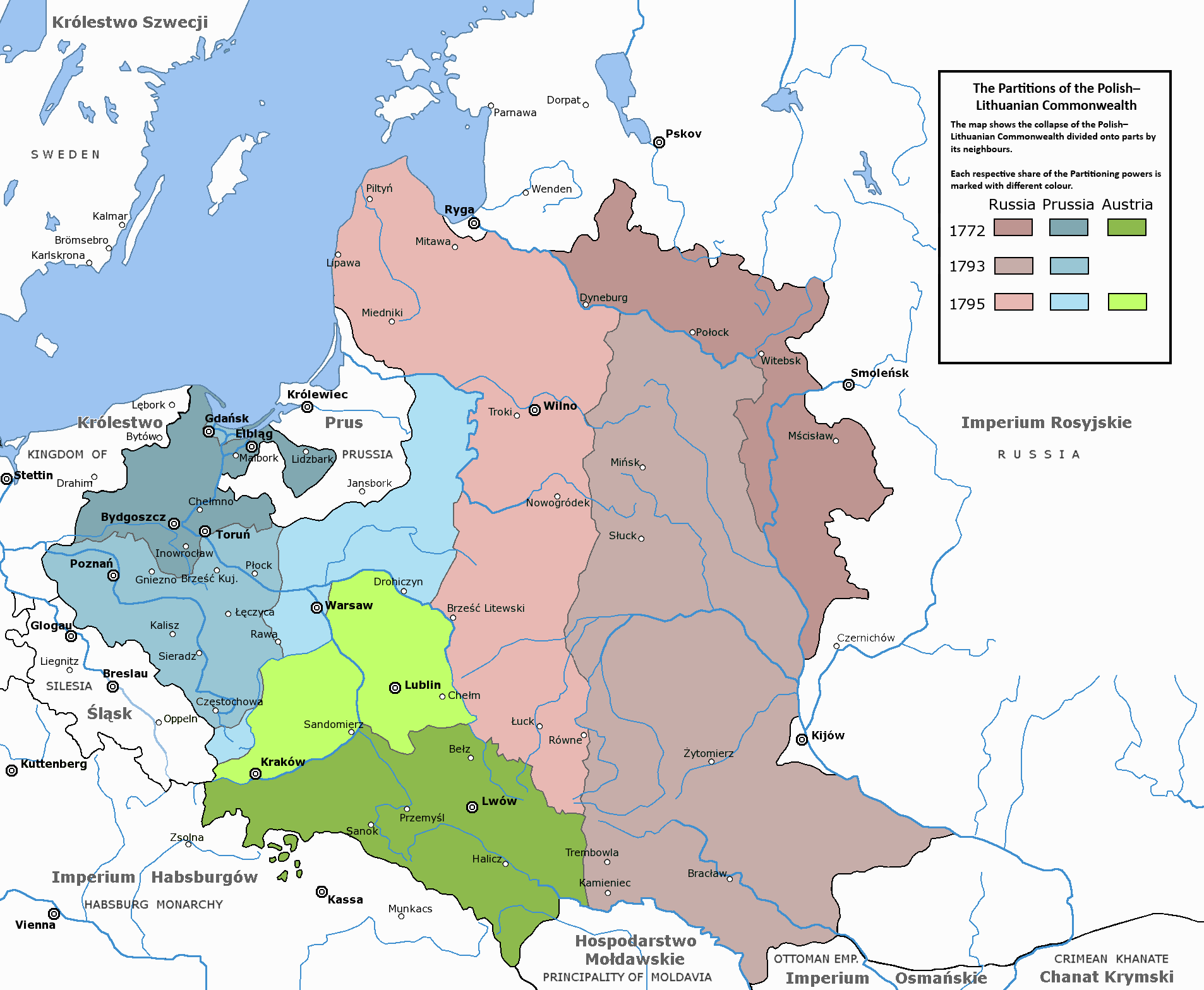
خريطة تبين تقسيمات پولندا في أعوام 1772، 1793، و 1795

## تمزيق بولندة 1792 - 1795
اعترفت جميع الدول بالدستور الجديد إلا روسيا. ووصفه إدموند بيرك بأنه «أنبل امتياز نالته أمة في أي زمان» وصرح بأنه ستانسلاس الثاني قد تبوأ مكاناً في التاريخ بين عظماء الملوك ورجال الدولة (48)، ولكن هذه الحماسة ربما كانت انعكاساً لابتهاج إنجلترة بهزيمة كاترين.
وأخفت الإمبراطورة حيناً عداءها لبولندة الجديدة، ولكنها لم تغفر طرد جيشها منها على عجل، ولا إحلال النفوذ البروسي محل الروسي في الشئون البولندية. فلما أنهت معاهدة ياسي (9 يناير 1792) حربها مع تركيا، وتحررت من الخوف من شريكيها السابقين في الجريمة-بروسيا والنمسا-لتورطهما في الحرب ضد فرنسا الثائرة (أبريل 1792)، تلفتت حولها تبحث عن مدخل جديد إلى بولندة.
وقد هيأه لها البولنديون المحافظون، إذ وافقوا كاترين كل الموافقة على أن دستور بونياتوفسكي قد صدق عليه ديت جمع على عجل بحيث لم يستطع أشراف كثيرون حضوره. وكان فيلكس بوتوكي وغيره من الأقطاب ساخطين أشد السخط على التخلي عن حق النقض المطلق الذي ضمن لهم القوة أمام السلطة المركزية، ولم يكونوا راغبين في النزول عن حقهم في انتخاب الملك، وفي الهيمنة عليه تبعاً لذلك. ورفض بوتوكي حلف يمين الولاء للمرسوم الجديد، ثم قاد جماعة من النبلاء إلى سانت بطسبرج وطلب إلى الإمبراطورة أن تساعدهم على إعادة الدستور الأقدم (دستور 1775) الذي سبق أن تعهدت بحمايته. فأجابت بأنها لا تريد التدخل في بولندة بناء على طلب أفراد قليلين، ولكنها ستنظر في نداء من أقلية بولندية منظمة يعتد بها، وأحيط فردريك وليم الثاني علماً بهذه المفاوضات، وكان متورطاً في الحرب ضد فرنسا، كارهاً لخوض حرب ضد روسيا، فأخير الحكومة البولندية (4 مايو 1792) بأنها إن كانت تنوي الدفاع عن دستورها الجديد بقوة السلاح فعليها ألا تتوقع الدعم مع بروسيا (49). وقف بوتوكي إلى بولندة، وألف 14(مايو 1792)، في بلدة بأوكرانيا، اتحاد تارجوفيكا، ودعا للانضواء تحت لوائه كل الذين يريدون إعادة الدستور القديم. ولقب أتباعه أنفسهم بالجمهوريين، وأدانوا تحالف بولندة مع بروسيا، وأثنوا على كاترين، والتمسوا بركتها وطلبوا جيشها.
فأرسلتهما جميعاً، وزحف الاتحاديون على وارسو بعد أن توفر لهم هذا الدعم. وكانت دعوتهم إلى «الحرية» قد أحدثت بعض التأثير، لأن مدناً عديدة استقبلتهم استقبالاً للمحررين؛ وفي تريسابول (5 سبتمبر) رحب القوم ببوتوكي كأنه فعلاً ملك بولندة الجديد. ودعا بونياتوفسكي الديت أن يعطيه كل السلطات التي تلزم للدفاع. فعينه دكتاتوراً، ودعا كل الذكور البالغين من البولنديين للخدمة العسكرية، ثم ارفض. وعين بونياتوفسكي ابن أخيه، الأمير يوزف بونياتوفسكي ذا التسعة والعشرين عاماً، قائداً أعلى للجيش الذي وجده مفتقراً إلى التدريب ومجهزاً أسوأ تجهيز. وأمر يوزف جميع كتائب الجيش بأن تنضم إليه في لوبار على نهر سلوتش، ولكن القوات الروسية كانت قد طوقت الكثيرين فلم يستطيعوا الحضور، والذين حضروا كانوا أضعف من أن يقفوا الزحف الروسي. وتقهقر الشاب إلى بولون، مركز إمداداته تقهقراً منظماً أتاحه قتال المؤخرة الباسل بقيادة تاديوس كوتشيوسكو، الذي كان قد حارب من قبل في صفوف المستعمرات في أمريكا، وكان وهو في السادسة والأربعين عريقاً في أمجاد الوطنية والحرب.
وفي 17 يونيو 1792 التقى البولنديون بجيش روسي كبير عند زيلنتسي، وهزموه في أول معركة حامية انتصرت فيها بولندة منذ أيام سوبيسكي. هنا أيضاً أثبت كوتشيوسكو مهارته، باستيلائه على ربوة سيطرت منها مدفعيته على ساحة المعركة؛ أما يوزف، الذي كان إلى الآن موضع الريبة في كفايته من مرءوسيه الذين في مثلي عمره، فقد كسب احترامهم بقيادته احتياطية من الجنود بشخصه ليكره الروس على التقهقر. وأثلج نبأ النصر صدر بونياتوفسكي، ولكن كاد يغلب هذا النبأ نبأ آخر بأن الأمير لودفج فورتمبرج قائد الجيش البروسي الموكل بالقوات البولندية في لتوانيا، قد هرب من موقعه تاركاً جنوده في حالة من الفوضى أتاحت للروس في 12 يونيو الاستيلاء على فلنو عاصمة لتوانيا دون مشقة.
لم يبق من أسباب الدفاع عن بولندة الآن غير جيش يوزف. وكانت مؤنه وعتاده من الضآلة أفواجه إلى الصيام أربعاً وعشرين ساعة، ولم تملك المدفعية غير اثني عشر صندوقاً من الذخيرة. فأمر الأمير بالتقهقر إلى دوبنو؛ فلما رمى بالجبن ثبت عند دوبينكا (18 يوليو) واستطاع بجيشه البالغ 12.500 مقاتل أن يتعادل مع 28.000 مقاتل روسي. ثم تقهقر بنظام حسن إلى كوروف، حيث انتظر وصول التعزيزات والمؤن التي وعده بها الملك.
ولكن ستانسلاس كان قد يئس. ذلك أن رفض فردريك وليم الثاني أن ينفذ شروط الحلف البروسي البولندي، وخيانة الأمير لودفج، وهروب المئات من الجيش الذي جمعه في براجا-كل أولئك كان فوق ما تطيقه روحه التي لم تكن يوماً ما شديدة البسالة. وعليه فقد أرسل نداءً شخصياً لكاترين يلتمس شروطاً مشرفة، وكان جوابها (23 يوليو) إنذاراً نهائياً يشترط عليه الانضمام إلى اتحاد تاجوفيكا وإعادة دستور 1775. وقد صدمته لهجتها التيلم تعرف هوادة ولا ليناً؛ أفهذه هي المرأة التي استجابت يوماً لغرامه الطائش؟
وكان حنانه هو المسيطر عليه الآن. فلقد فكر في المقاومة، وفي التسلح والمضي إلى الجبهة ليقود دفاعاً يائساً؛ ولكن زوجته، وأخته، وابنة أخيه، اشتد بكاؤهم لفكرة موته وما يجره عليهم من الوحدة والأسى، حتى وعد الملك بأنه سيسلم. ثم ما جدوى المقاومة بعد هذا كله؟ فبعد أن قطع الأمل في أي معونة من بروسيا-في وقت توقع فيه الهجمات على الجبهة الغربية العزلاء-، كيف تستطيع بولندة الوقوف في وجه روسيا؟ ألم يحاول جاهداً أن يثني الديت عن الاستخفاف بكاترين والمغامرة بكل شيء اعتماداً على وعود بروسيا؟ ألم يلح في طلب جيش كبير حسن التجهيز، وألم يرفض الديت اعتماد المال لهذا الجيش بعد أن وافق على الرجال؟ وحتى لو حقق الجيش البولندي الراهن انتصاراً أو اثنين على الروس، أفلا تستطيع كاترين، المتخمة بالجنود بعد أن أبرمت الصلح مع تركيا، أن ترسل الموجة تلو الموجة من الجنود المدربين المدججين بالسلاح ضد فلوله المبعثرة المختلة النظام؟ فعلام التضحية بمزيد من الأرواح، وإسلام نصف بولندة إلى الخراب، إذا كان التسليم هو النهاية على كل حال؟
أرسل السفير الروسي الجديد، ياكوف سييفرس، إلى أخته وصفاً ملؤه العطف يصور فيه بونياتوفسكي في هذه الساعة، ساعة الانهيار البدني والروحي قال:
"لم يزال الملك (في عامه الستين) رجلاً وسيماً أنيقاً، وإن كان وجهه شاحباً، ولكن في وسع المرء أن يرى أن ستاراً قائماً قد أسدل على روحه. إنه يحسن الحديث، بل يتحدث بفصاحة، وهو مجامل حسن الاستماع دائماً ومع الجميع، ومسكن سيئ، وهو مهمل، مزدري مخذول، ومع ذلك فهو ألطف الناس جميعاً. وإذا غضضت النظر عن منصبه الرفيع، وتأملته من وجهة النظر الشخصية فقط، قلت إن فضائله ترجح رذائله. ولا ريب في أنه أسوأ الملوك حظاً بعد لويس السادس عشر. إنه يحب أقرباءه حباً جماً، وهؤلاء الناس هم علة نكباته كلها (50).
وفي 24 يوليو 1792 قرأ بونياتوفسكي الإنذار النهائي الروسي على مستشاريه الخصوصيين، ونصحهم بأن يركنوا إلى سماحة كاترين وشهامتها. واحتج كثيرون منهم على هذه السذاجة. واقترح أحدهم المدعو مالا خوفسكي أن يجمع في ساعة واحدة 100.000 جولدن لأغراض الدفاع، وألح على أن الجيس البولندي يستطيع-حتى إذا اقتضى الأمر التخلي عن وارسو-أن يتقهقر إلى كاركاو ويجند جيشاً جديداً في الجنوب الآهل بالسكان. وهزم اقتراح بونياتوفسكي بالتسليم في المجلس بأغلبية عشرين صوتاً ضد سبعة. ولكنه أبطل قرارهم بحكم سلطته دكتاتوراً، وأمر ابن أخيه بالكف عن المقاومة. ورد يوزف بأن على الملك بدلاً من هذا التسليم أن يبادر إلى الجبهة بما يستطيع جمعه من قوات ويقاتل إلى النهاية. فلما أصر ستانسلاس على انضام الجيش إلى الاتحاد أرسل إليه جميع الضباط إلا واحداً استقالاتهم وعاد يوزف إلى موطنه السابق في فيينا. وفي 5 أغسطس احتل جيش روسي براجاً. وفي أكتوبر أرسل يوزف رجاء إلى عمه يدعوه لاعتزال ملكه قبل أن تزول البقية الباقية من الشرف. وفي نوفمبر دخل بوتوكي مع طلائع جيش الاتحاديين وارسو دخول الظافر، وألقى على بونياتوفسكي درساً في واجبات الملك. ولكن انتصار بوتوكي تبين بعد قليل أنه كارثة، لأن الجنود البروسيين دخلوا بولندة في يناير 1793، وواصلوا زحفهم ليحتلوا دانتزج وتورن، دون أن يطلق حلفاء بوتوكي الروس رصاصة ليمنعوهم. ووضح أن روسيا وبروسيا قد اتفقتا على تقسيم بولندة ثانية.
وكانت كاترين وفردريك وليم قد وقعا هذا الاتفاق في 23 يناير، ولكنهما تكتما أمره حتى 28 فبراير. أما بوتوكي فقد استنفر البولنديين من جميع الأحزاب ليهبوا دفاعاً عن بولندة؛ فضحكوا منه، وندد به يوزف خائناً لوطنه، وتحداه للمبارزة، ولكن ستانسلاس منعها.
وبمقتضى هذا التقسيم الثاني حصلت روسيا على 89.000 ميل مربع من بولندة الشرقية، يعيش فيها 3.000.000 من السكان، بما في هذافلنو ومنسك؛ أما بروسيا فأخذت 23.000 ميل مربع من بولندة الغربية، يعيش فيها 1.000.000 من السكان بما فيها دانتزج وتورن؛ وبقي لبولندة 80.000 ميل مربع و4.000.000 نسمة-وهو يقرب من نصف ما ترك لها من قبل في 1773. ولم يكن للنمسا نصيب في هذه الغنيمة الثانية، ولكن هدأتها الوعود الروسية بمساعدتها في الحصول على بافاريا. أما الدول الغربية التي كانت لا تزال منهمكة في صراعها مع فرنسا الثائرة فلم تتخذ أي إجراء ضد هذا الاغتصاب الثاني، الذي عللته لها كاترين بأنه ضرورة اقتضاها تطور الدعوة الثورية في وارسو، التي تهدد بالخطر جميع الملكيات.
ولكي تلبس هذه السرقة ثوب الشرعية أمرت بونيا توفسكي أن يدعو الديت للاجتماع في جرودنو، وأمرته بالحضور بشخصه ليوقع على تحالف مع روسيا فأبى الذهاب أول الأمر، ولكن حين عرضت الوفاء بديونه-التي بلغت الآن 1.566.000 دوقاتية-قبل هذا الإذلال الجديد خدمة لدائنيه. وزود السفير الروسي بالمال لرشوة عدد كاف من النواب ليحضروا اجتماع الديت، ولم يجد عناء في رشوة عدة أعضاء من بطانة الملك ليفشوا كل كلمة فاه بها سيدهم وكل عمل أتاه. وأمكن إقناع هذا «الديت الأخير» (17 يونيو إلى 24 نوفمبر 1793) بأن يوقع معاهدة مع روسيا، ولكنه ظل شهوراً يأبى التصديق على التقسيم الثاني. وقيل للأعضاء أنهم ممنوعون من مغادرة القاعة حتى يوقعوا، فظلوا على رفضهم وجلسوا صامتين اثنتي عشرة ساعة. ثم طرح الرئيس المسألة للتصويت، فلما لم يسمع جواباً أن السكوت علامة الرضى (25 سبتمبر). وعاد ما بقي من أرض بولندة محمية روسية؛ وأعيد دستور 1775.
وإذا كان في استطاعة رجل واحد أن يفتدي الأمة فذلك هو كوتشيوسكو أمده التشارتوريسكيون بالمال فذهب إلى باريس (يناير 1793) والتمس معونة فرنسا لبلد يتعاطف في حرارة مع الثورة الفرنسية. وتعهد بأنه لو مدت فرنسا يد المعونة لبولندة لهب الفلاحون البولنديون في ثورة على القنية، وأهل المدن على النبلاء، وقال إن بونياتوفسكي سينزل عن عرشه ليكون النظام جمهورياً، وإن جيشاً بولندياً سيساند فرنسا في حربها مع بروسيا (51).
ورحب الزعماء الفرنسيون بمقترحاته، ولكن نشوب الحرب مع إنجلترة (فبراير 1793) وغزو الحلفاء لفرنسا، قضيا على كل أمل في تقديم العون لبولندة.
وفي غياب كوتشيوسكو جند بعض المواطنين والماسون الأحرار وضباط الجيش جيشاً بولندياً جديداً (مارس 1794). وهرع كوتشيوسكو من درسدن إلى كركاو لينضم إليه، فعين قائداً أعلى وأعطى سلطات مطلقة، وأمر كل خم بيوت في بولندة أن توافيه بجندي من المشاة، وكل خمسين بفارس، وأمر هؤلاء المجندين بأن يأتوا بما يجمعونه من سلاح، حتى المعاول والمناجل. وفي 4 أبريل هاجم بأربعة آلاف مقاتل نظامي وألفي فلاح مجند قوة عدتها سبعة آلاف روسي في راتسلافيس قرب كراكاو، وهزمها بفضل براعة قيادته من جهة وفاعلية مناجل الفلاحين من جهة أخرى.
فلما سمع فريق الرايديكاليين أو «اليعقوبيين» في وارسو بهذا النصر نظم رجاله عصياً مسلحاً انضم إليه الزعماء من الطبقة الوسطى في تردد. وفي 17 أبريل هاجم هؤلاء الثوار الحامية الروسية المؤلفة من 7.500 مقاتل، وقتلوا الكثيرين منهم، وهزموا فرقة بروسية من 1650 جندي، وهربت قوات الاحتلال، وخضعت وارسو لحظة للسيطرة البولندية. وحررت انتفاضة كهذه مدينة فلنو (23 أبريل) وشنقت هتمان (زعيم) لتوانيا الأكبر، واستردت أجزاء من بولندة حتى منسك تقريباً. وفي 7 مايو وعد كوتشوسكو الإقنان بعتقهم، وكفل لهم تملك الأرض التي يزرعونها. وانضوى تحت لوائه خلق كثير من المتطوعين والمجندين حتى اجتمع له في يونيو 1794 (150.000) رجل لم يكن منهم حسن التجهيز أكثر من 80.000.
على هؤلاء تدفقت الموجات المتتالية من الجنود الروسية أو البروسية المدربة. وفي 6 يونيو فاجأ جيش متحالف من 26.000 مقاتل البولنديين قرب تشيكوسيني، ولم يتح لكوتشيوسكو من الوقت إلا ما يجلب فيه 14.000 مقاتل فقط. فهزم بخسائر فادحة، والتمس الموت في المعركة، ولكن الموت راغ منه؛ وتقهقرت فلول البولنديين إلى وارسو. وفي 15 يونيو استولى البروسيون على كراكاو؛ وفي 11 أغسطس استعاد الروس فلنو؛ وفي 19 سبتمبر أبادت قوة روسية من 12.500 من الجنود المتمرسين بالقتال بقيادة سوقوروف جيشاً بولندياً من 5.500 مقاتل عند تريسابول؛ وفي 10 أكتوبر هزم 13.000 روسي كوتشيوسكو نفسه وهو يقود 7.000 بولندي عند ما سيسجويس، وجرح جرحاً خطيراً وأسر. ولم يفه كما زعمت الأسطورة بصرخه اليأس «لقد قضى على بولندة!» ولكن الهزيمة كانت قاضية على الثورة الباسلة.
أما سوفوروف فقد وحد مختلف الجيوش الروسية واقتحم معسكر البولنديين الحصين في براجا، وراح جنوده الذين أصابهم جنون المعركة يذبحون لا المدافعين فقط بل سكان البلدة المدنيين. وسلم بونياتوفسكي وارسو تفادياً لمذبحة أشد بشاعة. وأرسل سوفوروف كوتشيوسكو وغيره من زعماء الثوار إلى حيث السجن في سانت بطرسبرج، وأرسل الملك إلى جرودنو ليكون رهن إشارة الإمبراطورة. وهناك، في 25 نوفمبر 1795، وقع على اعتزاله الملك. وتوسل إلى كاترين أن تبقى على جزء من بولندة، ولكنها صممت على أن تحل المسألة البولندية بالقضاء على الأمة البولندية كما ظنت. وبعد خمسة عشر شهراً من النزاع، وقعت روسيا وبروسيا والنمسا معاهدة التقسيم الثالث (26 يناير 1797) واستولت روسيا على كورلاند ولتوانيا وغربي بودوليا وفولينيا-181.000 ميل مربع؛ واستولت النمسا على «بولندة الصغيرة» بما فها من كراكاو ولودلن-45.000 ميل مربع؛ وأخذت بروسيا الباقي بما فيه وارسو-57.000 ميل مربع. وفي التقسيمات الثلاثة كلها استوعبت روسيا نحو 6.000.000 من سكان بولندة البالغين 12.200.000 نسمة (1797)، والنمسا 3.700.000، وبروسيا 2.500.000 نسمة.
وفر آلاف البولنديين من وطنهم، وتسلم الأجانب الأملاك المصادرة. وظل بونياتوفسكي في جرودنو، يتسلى بدراسة النبات ويكتب مذكراته. وبعد موت كاترين دعاه بولس الأول إلى سانت بطرسبرج وخصص له القصر الرخامي و100.000 دوقاتية في العام، وهناك مات في 12 فبراير 1798 بعد أن بلغ السادسة والستين. أما كوتشيوسكو فقدأفرج عنه الإمبراطور بولس في 1796، وعاد إلى أمريكا، ثم إلى فرنسا، وواصل جهوده لتحرير بولندة حتى مماته (1817). وما يوزف بونياتوفسكي فقد فر إلى فيينا، وشارك في حملة نابليون على روسيا، وجرح في سمولنسك، وأحسن البلاء في ليبزج، ورقى مارشالاً في الجيش الفرنسي، ومات في 1813 مكرماً حتى من أعدائه. وأما بولندة فلم تعد دولة، ولكنها ظلت شعباً وحضارة، يلوثها الاضطهاد الديني، ولكنها تميزت بعظماء الشعراء والقصاصين والموسيقيين والفنانين والعلماء، ولم تتخل قط عن عزمها على النهوض من جديد.

## المدنية
كان الاقتصاد البولندي لا يزال يتسم بسمات العصور الوسطى. وكانت التجارة الداخلية في أيدي الباعة المتجولين، والتجارة الخارجية مقصورة إلى حد كبير على دانزج وريغا، ولم تكن طبقة التجار تتمتع بثراء يذكر، وقلما سمح لأفرادها بعضوية البرلمان، فإن النبلاء تحكموا في الديت وفي الملك وفي الاقتصاد، وسيطروا على هؤلاء جميعاً. وكان يفلح الضياع الواسعة مزارعون خاضعون لتنظيمات إقطاعية أقسى من بعض الوجوه مما كان عليه الحال في مزارع فرنسا في العصور الوسطى. وكان النبيل المالك يضع هذه التنظيمات بنفسه، ويفرضها بقوة جنوده، ويحرم على مستأجريه مغادرة نطاق ولايته دون موافقته، وينقلهم من مكان إلى مكان، ويزيد من الأرض أو ينقص منها وفق مشيئته، ويفرض عليها في كل عام أيام عمل لا يتقاضون عنها أجراً ويرغمهم على أن يبيعوه أو يشتروا منه وحده، وعلى أن يبتاعون منه كل عام قدراً من الجعة الرديئة الصنع. وكان يستطيع تجنيد أبنائهم لخدمته في زمن السلم والحرب. كان هؤلاء المزارعون أحراراً. «قانوناً لهم» حق التملك والتوريث، ولكن «الأب» الجزويتي سكارجا نعتهم بأنهم أرقاء.
وكانت الحياة قروية في معظمها. وكان النبلاء يتجمعون في وارسو لإملاء إرادتهم الجماعية، ولكنهم عاشوا في ضياعهم، يصطادون ويتشاجرون، ويستمتعون بأطيب المتع، ويتبادلون المآدب الباذخة، ويتدربون على الحرب وكانت الزيجات تتم عن طريق الوالدين. وقلما سئلت البنت رأيها، وقلما عارضت، فالمفروض أن الحب الذي يولده الزواج والأبوة أقوى على البقاء والدوام من الزواج الذي ينشأ عن الحب. وكانت النساء متواضعات جادات نشيطات. وكانت آداب السلوك الجنسي مرعية كل الرعاية. ولم نسمع بقصص غرام خارج نطاق الزوجية قبل القرن الثامن عشر. وكان الرجال، لا النساء، هم الذين يضعون قواعد السلوك، باستثناء سيسيليا ريناتا التي تزوجت من لاديسلاس الرابع 1637، والتي أحيت الآثار الإيطالية التي استوردها الفنانون ورجال الدين في أزمنة سابقة. ولويزماري جونزاج التي تزوجها 1648، والتي جلبت معها موجة من قواعد السلوك الفرنسية والكلام الفرنسي بقيت حتى القرن العشرين، وكان في الراقصات البولندية رقة مهيبة، حدت برجل فرنس في 1647 إلى التحدث في إعجاب عن البولنديات.
ولم يقدر للفنان البولندي أن يلاحق المستوى الذي كان قد وضعه في تستوس في كراكاو 1477. ولقد نسجت أقمشة سجسمند الثاني المزركشة في الفلاندرز وأقام مهندسون معماريون ونحاتون إيطاليون التماثيل لسجسمند وباثوري وآنا جاجللون في كاتدرائية كراكاو، وكنائس الجزويت الباروكية في كراكاو ونيزويو وعامود سجسمند الثالث الشهير في وارسو، وأصاب الوهن التصوير في بولندة تحت هجمات البروتستانت على الصور الدينية، ولكن مارتن كوبر رسم صورة شخصية ملهمة الملك باثوري.
وعانى التعليم - كما عانت الفنون التخطيطية من الاضطراب الديني. ومرت جامعة كراكاو بفترة انحطاط عابر. ولكن باثوري أسس جامعة ولنو (1578)، وفي كراكاو وولنو ويوزثان وريغان وغيرها أسس الجزويت كليات بلغ من امتيازها وتفوقها أن كثيراً من البروتستانت أثروها لتنشئة أبنائهم عقلياً وخلقياً. وخير من كل هذه مدرسة طائفة «الموحدين» في كراكاو التي جذبت إليها ألف طالب من مختلف الملل. وأعد جان ذا موسكي مستشاري باثوري ذي النزعة الإنسانية، في زاموسك جامعة جديدة خصصت أساساً للدراسات الكرسيكية. وكانت ثمة وفرة في الأدب في بولندة. وكانت الخلافات الدينية فظة في النعوت مهذبة معقولة في الشكل، ومن ثم ستاتسلاس أورزيكوسكي الذي كان يدافع عن الكاثوليكية، ناضل من أجلها بضراوة وتعصب عنيف، «في لغة بولنديو رائعة، تعد من أحسن ما كتب في تاريخنا» ولم يكن يقل عنها شهرة في الأسلوب «رجل البلاط البولندي» (1566) الذي ألفه لوكازجورنيكي وهو تعديل لكتاب كاستليوني «رجل البلاط». وبرز الجزويتي بيتر سكارجو في الشعر والنثر والتعليم والسياسة. وأنتقل من رياسة جامعة ولنو إلى منصب كبير الوعاظ في البلاط الملكي وقضى فيه أربعة وعشرين عاماً ما كان فيها «بوسويه» بولندة، واستنكر فيها غير وهاب ولا وجل الفساد الذي رآه يستشري من حوله. وتنبأ بأنه إذا لم تصل الأمة إلى حكومة أكثر استقراراً ومركزية فإنها لابد أن تقع فريسة للدول الأجنبية، ولكنه نادى بملكية مسئولية مقيدة ومحددة بالقانون. وظل شعر كوكانوسكي دون منافس في مجاله وفي لغته حتى القرن التاسع عشر، ولا يزال شعبياً مألوفاً حتى اليوم. وقد بلغ الشاعر ذروة الإثارة والإلهام في رثائه وحزنه على ابنته أورسولا التي ماتت في نضارة الطفولة.
وعوق الصراع الديني كل نواحي الثقافة البولندية في ذاك العصر. ففي النصف الأول من القرن السادس عشر بدا أن البروتستانتية قدر لها أن تسيطر على بولندة، وعلى ألمانيا والسويد أيضاً. وكسبت إلى جانبها من النبلاء تمرداً على سلطة الملك وفساد الكنيسة، ووسيلة لانتزاع أملاكها. ومنح سجسمند الثاني بلاده تسامحاً دينياً واسع النطاق. وبعد عام من وفاته صاغت لجنة من الديت (28 يناير 1573) «اتحاد وارسو الكونفدر إلي» الذي يضمن الحرية الدينية لكل الشيع والفرق بلا استثناء. فلما عرض المشروع للتصويت عارضه الأعضاء الأسقفيون في المجلس. ولكن أقره بالإجماع الأعضاء العلمانيون الثمانية والتسعون، بما في ذلك واحد وأربعون كاثوليكياً، وهذا يمثل نقطة بارزة في تاريخ التسامح، لأن أي إعلان رسمي سابق من هذا القبيل لم يصل إلى هذا المدى. وانتعشت في ظل هذه الحماية العريضة عدة طوائف متباينة، اللوثريون، والكلفنيون، وأتباع زونجلي، وأنصار تجديد العماد، والأخوة البوهيميون؛ وغير القائلين بالتثليث. وفي عام 1579 قدم إلى بولندة فاوستس سوسينس، وبدأ يؤسس كنيسة قائمة على مذهب التوحيد ولكن أهالي كراكاو أخرجوه من داره ودمروا مكتبته، وكادوا يقتلونه لولا أن المدير الكاثوليكي للجامعة هب لنجدته (1598)، واتحد الكلفنيون مع اللوثريون في المطالبة بطرد الموحدين أتباع سوسينس من بولندا. وأمر الديت في 1638 بإغلاق مدارس الموحدين؛ وفي 1658 نفي أفراد هذه الطائفة من البلاد. ففروا إلى ترانسلفانيا والمجر وألمانيا وهولندا وإنجلترا؛ وأخيراً إلى أمريكا؛ ليجدوا أعظم معبر عنهم في شخص أمرسون.
أن التعصب الشعبي والتربية الجزويتية والنظام الكاثوليكي والسياسة الملكية والتشيع الطائفي البروتستانتي، اجتمعت كلها بعضها إلى بعض لتقضي على البروتستانتية في بولندة، فإن الطوائف الجديدة حاربت الواحدة منها الأخرى بمثل الضراوة التي حاربت بها المذهب القديم. وتعلق المزارعون بالمذهب القديم لمجرد أنه قديم؛ حيث كان يمثل الارتياح إلى العادة والعرف المألوف؛ ولما أنضم الملكان-باثوري وسجسمند الثالث-إليه، وجد كثير من البروتستانت وأبنائهم، أنه من الأفضل لهم أن يعقدوا أواصر السلام مع الكنيسة وكان معظم الألمان في بولندة-من البروتستانت، وتلك حقيقة وجهت الشعور الوطني إلى مناصرة الكاثوليكية ومعاونتها. وتعاونت الكنيسة تعاوناً جاداً مع هؤلاء الأعوان المتفرقين على استرداد بولندة إلى حظيرة البابا، فأرسلت نخبة من أكثر الدبلوماسيين فيها رصانة، وأكبر الجزويت المغامرين، ليسبوا إلى جانبها، الملوك والنساء والأطفال، بل حتى النبلاء البروتستانت أنفسهم. وحذر رجال الدولة الكنسيون، مثل الكاردينال ستانسلاس هوسيوس والأسقف جيوفني كومندون، الملوك من تأسيس نظام اجتماعي أخلاقي سياسي مستقر على المذاهب البروتستانتية المائعة المتضارعة. وأثبت الجزويت قدرتهم على الدفاع عن الأمور التي كان الناس يتشككون فيها ولا يصدقونها، ضد ما استحدث الآن من معتقدات وطقوس. وفي نفس الوقت فإن رجال الدين الكاثوليك الذين التزموا بقرارات مجمع ترنت، خضعوا الآن لإصلاح ديني صارم مثير للإعجاب (37).
ولكن للكاثوليك أيضاً مشكلة. ذلك أن اتحاد لوتوانيا وبولندة عمل على إيجاد تلاحم مثير للغضب بين الكنيسة الأرثوذكسية الكاثوليكية وكان الخلاف بين الكنيستين طفيفاً ولكن الصلوات الأرثوذكسية اتبعت الطقوس السلافية، كما اتخذت القساوسة الأرثوذكس زوجات. وفي 1596، وعن طريق، «اتحاد برست ليتوفسك»، شكل جان زاموسكي مجموعة وسطاً من رجال الدين والعلمانيين في «كنيسة موحدة»، اعتنقت فكرة زواج رجال الدين، واتبعت الطقوس السلافية، وفي نفس الوقت ارتضت المذهب الكاثوليكي الروماني واعترفت بسيادة البابا. وراود زعماء الكاثوليك الأمل في أن يؤدي مثل هذا الحل الوسط إلى التوفيق بين الكنيستين، تدريجياً، إلى كسب الملتين اليونانية والروسية إلى جانب الامتثال للبابا. ولكن الكنيسة الجديدة لاقت مقاومة مثيرة. وذبح أهل بولوك رئيس أساقفتها.
وظل ملوك بولندة طوال القرن السادس عشر، يطبقون تسامحاً دينياً أكثر تقدماً منه في أي بلد مسيحي آخر. ولكن السكان الكاثوليك كثيراً ما عادوا سيرتهم الأولى إلى سياسة العداء الشديد، فانقضوا على كنيسة بروتستانتية في كراكاو، ونبشوا قبور البروتستانت (1606-1617). وحطموا كنيسة بروتستانتية ولنو، وضربوا-وقيل قتلوا-قساوستها (1611) وفي بورنات أحرقوا كنيسة لوثرية. وفضوا اجتماعاً خاصاً «بالأخوة البوهيمين». ولم يشترك رجال الدين الكاثوليك في هذه المظاهرات الدينية الشعبية، ولكنهم أفادوا منها. وتعاونت كل الظروف على تأييد الكنيسة القديمة، حتى تم لها النصر في 1648.

## عصر نابليون
لم تكن بولندا قادرة على مقاومة روسيا وبروسيا والنمسا تلك القوى التي قسمتها مرات ثلاث (1792 و1793 و1785- 1796) فيما بينها، وبهذا التقسيم لم تعد بولندا دولة لها وجود سياسي، لكنها استمرت كثقافة غنية أدباً وفنا وكشعب تواق للحرية• وكان كل البولنديين تقريبا من السلاف فيما عدا جيب ألماني في الغرب وقلة يهودية في وارسو (فرسافا) وفي شرقي البلاد• وكان البولنديون كاثوليكاً متحمسين لأن هذه العقيدة (الكاثوليكية) كانت تواسيهم في أحزانهم وتعطيهم الأمل في الخلاص وتحفظ النظام الاجتماعي في ظل دولة محطمة، لذا فقد أدانوا الهرطقة واعتبروها خيانة (المقصود بالهرطقة هنا الخروج على الكاثوليكية) فكان نزوعهم الوطني غير متسم بالتسامح ولم يكن أحد من البولنديين - خلا الذين تلقوا قسطا وافرا من التعليم - بقادر على الشعور بالتآخي مع اليهود الذين تفوقوا في مضمار التجارة والمهن، أما اليهود الفقراء الذين يحملون سمات العزلة (الجيتو) وبؤسها فكان التعاطف معهم أقل بكثير•
وقد تعجب المسيحيون واليهود البولنديون للإهانة التي ألحقها نابليون بالنمسا وروسيا في معركة أوسترليتز Austerlitz وزاد عجبهم وإعجابهم بانتصاراته على البروسيين في ينا Jena وأورشتدت Auerstedt، والآن (6081) فإن (نابليون) متمركز في برلين يصدر الأوامر لنصف أوروبا• لقد طارد نابليون مغتصبي بولندا، وكان في طريقه لمحاربة روسيا• فإذا لم يعلن في طريقه إلى روسيا أن بولندا دولة حرة فإنه على الأقل سيقيم عليها ملكا ويمنحها دستورا ويعدها بالحماية• والزعماء البولنديون إليه فردهم بأدب مؤكدا لهم أنه سياعدهم الآن بقدر طاقته، لكن تحرير بولندا متوقف على نتيجة مواجهة التالية مع الروس.
وحذر تاديوش كوسيوسكو أكثر الزعماء البولنديين تحفظا أهل بولندا من تعليق الآمال على نابليون. فهو - أي نابليون - لا يفكر إلا في نفسه، وهو يكره كل أمة عظيمة، وهو طاغية ولا هم له إلا إرضاء طموحه وعندما أرسل نابليون ليسأل كوزكيو سكو عن طلباته أجاب: حكومة كحكومة إنجلترا وإلغاء القنانة (عبودية الأرض)، وأن تحكم بولندا من داترج (دانتسج) إلى المجر، من ريغا إلى أوديسا.
وفي هذه الأثناء نظم البولنديون جيشا صغيرا وطردوا البروس من وارسو (فرسافا)، وعندما دخل نابليون العاصمة في 19 ديسمبر 1806 استقبلة الجماهير بحفاوة بالغة وانضم الجنود البولنديون إلى جيشه راغبين في محاربة روسيا تحت قيادته، تماما كما كان فيلق بولندي يحارب باسمه (باسم نابليون) في إيطاليا. وربما كان نابليون يقدر جمال النسوة البولنديات وسحرهن أكثر من تقديره لعروض قادتهم• لقد وجدنا مدام فالفسكا Walewska التي وهبت نفسها له في البداية كنوع من التضحية أملاً في حثه على إنقاذ وطنها، وجدناها تحبه الآن بعمق وظلت معه خلال فصل الشتاء القارس الذي دمر - تقريبا - كل جيشه في إيلاو Elau، ثم عادت إلى وارسو (فرسافا)، بينما واصل هو طريقه ليهزم الروس في معركة فريدلند.
وفي معاهدة تيلسيت Tilsit (9 يوليو 1807) أجبر فريدريك وليم الثالث على التخلي عن مزاعمه في وسط بولندا (بولندا الوسطى) واعترفت المادة الرابعة من المعاهدة بدوقية وارسو الكبيرة (والجديدة) كدولة مستقلة يحكمها ملك سكسونيا. وفي 22 يوليو قدم نابليون للدوقية دستوراً مستقى من الدستور الفرنسي، والمساواة أمام القانون والتسامح الديني والتجنيد الإجباري، ورفع قيمة الضرائب وفرض رقابة على الصحف• ووضع الكنيسة الكاثوليكية تحت سلطة الدولة لكن كان يجب على الدولة أن تقبل بالعقيدة الكاثوليكية وتحميها. وأعطى الدستور لليهود الحقوق الكاملة لكنه اشترط توثيق الدولة لزواجهم وممتلكاتهم من الأراضي. وكان نابليون يتوقع حربا حتى الموت مع إسكندر Alexander فأوعز أن يحوي الدستور البولندي تأكيدا بدعم بولندا لفرنسا• وبالفعل فقد ظلت كل الطبقات تؤيد نابليون حتى عام 4181 أي عندما أصبح - أي نابليون - غير قادر على حمايتها• وظلت الفيالق البولندية في جيوشه تحارب معه بإخلاص حتى النفس الأخير• لقد راح كثيرون من البو لنديين يهتفون في أثناء غرقهم عند انهيار جسر فوق البيريزينا Berezina: عاش الإمبراطور، رغم أنه كان عائدا من روسيا بعد أن حاقت به أكبر نكبة عسكرية في التاريخ.

## الحرب العالمية الثانية

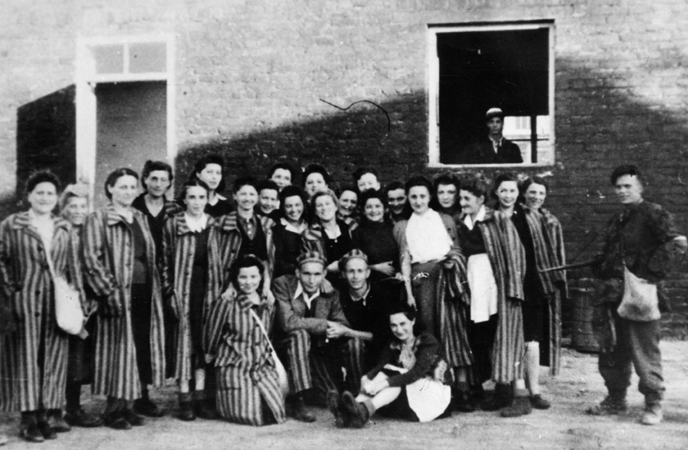
تحرير المساجين اليهود من قبل الجنود البولنديين في بداية هبة وارسو

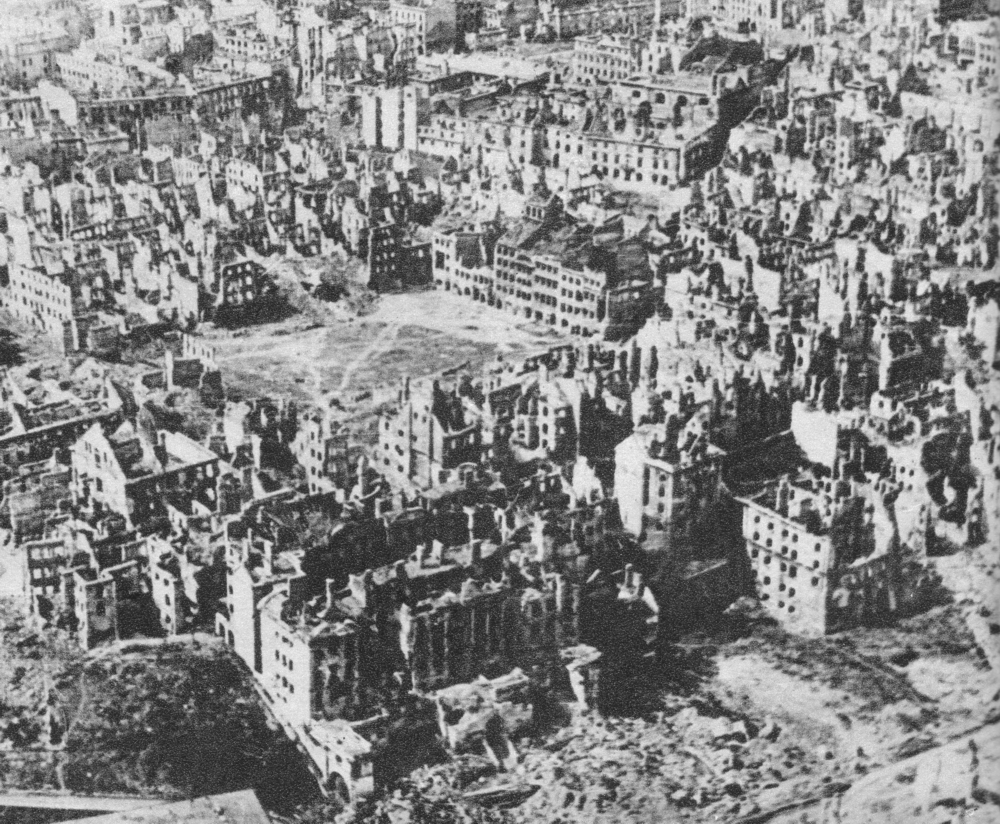
تدمير وارسو، يناير 1945

## خرائط
- Poland and West-Slavs 800-950
- Poland 990-1040
- Poland 1040-1090
- Poland 1090-1140
- Poland 1140-1250
- Poland 1250-1290
- Poland 1290-1333
- Poland 1333-1350
- Poland 1350-1370
- Poland 1550
- Poland 1677
- Poland 1773
- Poland 1939
- Poland 2004
- Poland (flash version)

## وصلات خارجية
- A History of East Central Europe by Oscar Halecki
- History of Poland, in paintings
- History of Poland on Historycy.org forum
- Commonwealth of Diverse Cultures: Poland's Heritage نسخة محفوظة 24 يونيو 2011 على موقع واي باك مشين.
- Making the History of 1989: The Fall of Communism in Eastern Europe created by the Center for History and New Media, George Mason University, Fairfax, VA.